# プレミアム〜週末のしあわせ〜
『プレミアム〜週末のしあわせ〜』（プレミアム しゅうまつのしあわせ）は、2013年4月6日から同年8月24日までテレビ愛知で放送されていたグルメ情報番組である。全18回。放送時間は毎週土曜 18:30 - 19:00 （日本標準時）。
俳優の西村和彦が東海3県各地のレストランや日本料理店を訪れていた番組で、「大人のための美食探訪」をコンセプトにしていた。